# Байсалов, Эдиль Жолдубаевич
Эдиль Жолдубаевич Байсалов (кирг. Эдил Жолдубай уулу; 6 августа 1977, Фрунзе, Киргизская ССР) — государственный деятель, дипломат. Заместитель председателя Кабинета министров Киргизской Республики.

## Биография
Родился 6 августа 1977 года в Фрунзе (ныне Бишкек), Киргизской ССР.
Учился в Нарынской школе № 7, и по программам школьных обменов — в Турции (1992—1993) и США (1994—1995).
В 2000 г. окончил Американский университет в Центральной Азии по специальности «управление бизнесом»; в 2004 г. — Кыргызский национальный университет по специальности «политология».
Трудовая деятельность:
- 1995—1996 Национальный олимпийский комитет;
- 1996—1997 Национальная ассоциация товаропроизводителей;
- 1997—1999 швейцарская фирма Weitnauer;
- 1999—2007 — заместитель исполнительного директора, с 2002 г. президент коалиции неправительственных организаций «За демократию и гражданское общество»;
- 2007 — ответственный секретарь Социал-демократической партии Кыргызстана. 4 декабря того же года отстранён от участия в выборах после скандала с опубликованным в его блоге избирательным бюллетенем. Опасаясь уголовного преследования, эмигрировал в Казахстан, потом в Швецию. Вернулся 9 апреля 2010 г.;
- 10.04.10 — 04.06.2010 — глава аппарата Временного правительства КР после событий 7 апреля 2010 года. В том же году избран лидером партии «Айкол Эл»;
- август-сентябрь 2012 — исполняющий обязанности министра социального развития КР;
- 03.08.2012 — 29.03.2013 — заместитель министра социального развития КР (курировал вопросы, касающиеся детей, пожилых и инвалидов);
- 2013—2019 — политолог, общественный деятель;
- 2019—2021 — посол в Великобритании, с 4 мая 2021 года также в Ирландии и Исландии по совместительству.

С октября 2021 года заместитель председателя кабинета министров Кыргызстана (курирует социальный блок).
В ноябре 2023 года зампред правительства Кыргызстана Эдиль Байсалов попросил российские власти предоставить обязательное медицинское страхование (ОМС) семьям трудовых мигрантов из Кыргызстана. Об этом он сообщил на переговорах с зампредом российского правительства Татьяной Голиковой.

## Примечание
1. 1 2 3  Sputnik Кыргызстан. Байсалов Эдиль Жолдубаевич — биография. Sputnik Кыргызстан (27 мая 2019). Дата обращения: 22 декабря 2022. Архивировано 24 сентября 2022 года.
2. 1 2  Байсалов Эдиль Жолдубаевич, биография. who.ca-news.org. Дата обращения: 22 декабря 2022. Архивировано 3 декабря 2022 года.
3. ↑  БАЙСАЛОВ Эдиль Жолдубаевич | ЦентрАзия. centrasia.org. Дата обращения: 22 декабря 2022. Архивировано 9 сентября 2022 года.
4. ↑  Власти Киргизии призвали РФ предоставлять ОМС семьям трудовых мигрантов. Коммерсантъ (17 ноября 2023). Дата обращения: 18 ноября 2023. Архивировано 17 ноября 2023 года.